# Wyryki-Kolonia
Wyryki-Kolonia (do 31 grudnia 2019 Wyryki) – kolonia w Polsce położona w województwie lubelskim, w powiecie włodawskim, w gminie Wyryki.
| SIMC    | Nazwa     | Rodzaj    |
| ------- | --------- | --------- |
| 1026361 | Małorolne | część wsi |

W latach 1975–1998 miejscowość administracyjnie należała do województwa chełmskiego.
Kolonia jest sołectwem w gminie Wyryki.
Wierni Kościoła rzymskokatolickiego należą do parafii św. Mikołaja w Lubieniu.